# Rauvolfia semperflorens
Rauvolfia semperflorens är en oleanderväxtart som beskrevs av Rudolf Schlechter. Rauvolfia semperflorens ingår i släktet Rauvolfia och familjen oleanderväxter. Utöver nominatformen finns också underarten R. s. insularis.